# تپه درویش علی
تپه درویش علی مربوط به سده‌های اولیه دوران‌های تاریخی پس از اسلام است و در شهرستان خدابنده، بخش مرکزی، روستای نور آباد واقع شده و این اثر در تاریخ ۱۴ مرداد ۱۳۸۲ با شمارهٔ ثبت ۹۴۳۸ به‌عنوان یکی از آثار ملی ایران به ثبت رسیده است.